# Луканико
Лука́нико (греч. λουκάνικο) — традиционная греческая свиная колбаса, приправленная апельсиновой цедрой, семенами фенхеля и иногда прокопчённая над ароматической древесиной. Луканико также часто приправляют зеленью, в особенности луком-пореем. В колбасу в основном добавляют свинину, хотя для приготовления подойдёт любое мясо.
Луканико в основном подают на стол в качестве мезе, нарезанное и обжаренное, иногда с саганаки. Также оно является основной составляющей известного греческого блюда спецофаи.

## Этимология названия
Название блюда луканико произошло от древнеримского слова lucanica (от региона Лукания в Южной Италии). Этим словом обозначали короткие свиные колбаски, традиционные для кухни Древнего Рима. Данное слово начало использоваться в Греции с IV века. В современной итальянской кухне имеется блюдо луканика со схожим названием и рецептом; в кухне Болгарии такое блюдо именуется луканка, в
Испании, Латинской Америки и на Филиппинах — лонганиза.